# Paul Hermann Schubert
Paul Hermann Schubert (* 2. April 1904 in Dresden; † 7. März 1957 in Sorengo/Schweiz; auch: P. H. Schubert, Paul Schubert, Paul H. Schubert, Pseudonyme: Cesare Balbo, Fanny Faber, Monika Falk, Udo Falk, Toni Falkner, Justus Hagen, Jan Störtebeker) war ein deutscher Schriftsteller.

## Leben
Paul Hermann Schubert war Altphilologe. Er lebte längere Zeit in
Nürnberg. Er schrieb – größtenteils unter diversen Pseudonymen – zahlreiche Kriminal-, Wildwest-, Abenteuer-, Frauen- und Heimatromane, die vorwiegend als Leihbuch oder in Heftform erschienen. 

## Werke
- Die grüne Akte, Leipzig 1937 (unter dem Namen Udo Falk)
- Der Hinkende, Leipzig 1937 (unter dem Namen Udo Falk)
- Colorado-Express stop!, Leipzig 1938
- Die Gangster-Farm, Leipzig 1938
- Die großen Drei, Leipzig 1938 (unter dem Namen Udo Falk)
- Jack, der Schimmelhengst, Leipzig 1938
- Der Kampf um die Ranch, Leipzig 1938
- Das Schiff der Millionäre, Leipzig 1938 (unter dem Namen Udo Falk)
- Die Schmuggler vom Mingu-Paß, Leipzig 1938
- Die schwarze Ratte, Leipzig 1938 (unter dem Namen Udo Falk)
- Die Stadt der Vergessenen, Leipzig 1938
- Überfall am Teufelsfluß, Leipzig 1938
- Der weiße Tod am Rio Pecos, Leipzig 1938
- Die Banditen der schwarzen Berge, Leipzig 1939
- Mit Colt und Lasso, Leipzig 1939
- Der Postreiter von Eldorado, Leipzig 1939
- Die Schlangenfarm am Rio Grande, Leipzig 1939
- Sheriff Parkers letzter Schuß, Leipzig 1939
- Spuren am Salzsee, Leipzig 1939
- Das Tal der roten Nebel, Leipzig 1939
- Tom, der Würger, Leipzig 1939
- Der Bandit von San Ramon, Leipzig 1940 (unter dem Namen Udo Falk)
- Gold im Wüstensand, Berlin-Schöneberg 1940 (unter dem Namen Udo Falk)
- Der Herr der Kupfer-Mine, Leipzig 1940 (unter dem Namen Udo Falk)
- Hotel am Strom, Leipzig 1940 (unter dem Namen Udo Falk)
- Die Todes-Serenade, Berlin 1940
- Der Rabe Coco, Nürnberg 1948
- Bills großer Bluff, Nürnberg 1949
- Conny und der Berberlöwe, Reutlingen 1949
- Das Lied in der Prärie, Nürnberg 1949
- Die Ranch im Silbertal, Nürnberg 1949
- Richter Colt, Nürnberg 1949
- Das Schloß an der Themse, Mannheim 1949 (unter dem Namen Udo Falk)
- Sheriff Marners letzter Schuß, Nürnberg 1949
- Der Sheriff von Del Rio, Nürnberg 1949
- Spuren im Wüstensand, Nürnberg 1949
- Der Tote im Chorgestühl, Altenstein/Ufr. 1949 (unter dem Namen Udo Falk)
- Aus Liebe verschwiegen, Schwabach 1950 (unter dem Namen Monika Falk)
- Banditen der Grenze, Schwabach 1950
- Banditen in Red Bluff, Nürnberg 1950
- Diamanten im Cripple Creek, Nürnberg 1950
- Gesetz ohne Gnade, Nürnberg 1950
- Glück im Schatten, Schwabach 1950 (unter dem Namen Monika Falk)
- Liebst du mich, Peter?, Schwabach 1950 (unter dem Namen Monika Falk)
- Wer kennt Slim Walker?, Nürnberg 1950
- Ein ganzer Kerl, Schwabach 1951
- Herzensstürme, Rosenheim 1951 (unter dem Namen Monika Falk)
- Nicht mehr allein, Schwabach 1951 (unter dem Namen Monika Falk)
- Steffi Varnhagens Ehe, Schwabach 1951 (unter dem Namen Monika Falk)
- Die verlorene Spur, Schwabach 1951
- Das versunkene Dorf, München 1952 (unter dem Namen Toni Falkner)
- Die Marei vom Einödhof, Balve (Westf.) 1953 (unter dem Namen Toni Falkner)
- Das prämiierte Glück, Balve (Westf.) 1953 (unter dem Namen Fanny Faber)
- Rivalen am Berg, Balve (Westf.) 1953 (unter dem Namen Toni Falkner)
- San Bernardo, Balve (Westf.) 1953 (unter dem Namen Toni Falkner)
- Der Steinklopfer-Hannes, Balve i. Westf. 1953 (unter dem Namen Toni Falkner)
- Der Wildleuthof, Balve i. Westf. 1953 (unter dem Namen Toni Falkner)
- Brackwasser, Balve/Westf. 1954 (unter dem Namen Jan Störtebeker)
- Carlo und Peppina unter falschem Verdacht, Balve i.W. 1954 (unter dem Namen Cesare Balbo)
- Friedlose Herzen, Balve/Westf. 1954 (unter dem Namen Toni Falkner)
- Das Geheimnis von Schloß Eilenried, Balve (Westf.) 1954 (unter dem Namen Toni Falkner)
- Der goldene Traum, Balve/Westf. 1954 (unter dem Namen Toni Falkner)
- Hochzeit auf Schloß Birkenhorst, Balve/Westf. 1954 (unter dem Namen Toni Falkner)
- Hochzeitsreise nach Venedig, Balve/Westf. 1954 (unter dem Namen Fanny Faber)
- Der Meisterdieb von Picadilly, Balve i.W. 1954 (unter dem Namen Udo Falk)
- Purpursegel, Balve (Westf.) 1954 (unter dem Namen Jan Störtebeker)
- Schatten über Karins Ehe, Balve/Westf. 1954 (unter dem Namen Toni Falkner)
- Der Schwalbenhof, Balve/Westf. 1954 (unter dem Namen Toni Falkner)
- Der Seekönig, Balve/Westf. 1954 (unter dem Namen Jan Störtebeker)
- Die unsichtbare Krone, Balve (Westf.) 1954 (unter dem Namen Jan Störtebeker)
- Wenn die Heide wieder blüht, Balve/Westf. 1954 (unter dem Namen Toni Falkner)
- Almenrausch, Balve i.W. 1955 (unter dem Namen Toni Falkner)
- Der Distelhof, Balve i.W. 1955 (unter dem Namen Toni Falkner)
- Die Einödbäuerin, Balve i.W. 1955 (unter dem Namen Toni Falkner)
- Die Anthoferin, Balve/Westf. 1956 (unter dem Namen Toni Falkner)
- Bergröschen, Balve i.W. 1956 (unter dem Namen Toni Falkner)
- Die Herrgotts-Alm, Balve/Westf. 1956 (unter dem Namen Toni Falkner)
- Hochland-Liebe, Balve/W. 1955 (unter dem Namen Toni Falkner)
- Das Kreuz am Gnadenwald, Balve i.W. 1955 (unter dem Namen Toni Falkner)
- Lukas der Knecht, Balve i.W. 1955 (unter dem Namen Toni Falkner)
- Die Magd vom Dolomitenhof, Balve i.W. 1955 (unter dem Namen Toni Falkner)
- Die Meineidbäuerin, Balve i.W. 1955 (unter dem Namen Justus Hagen)
- Die Sennerin der Geißbergalm, Balve i.W. 1955 (unter dem Namen Toni Falkner)
- Der Spielmann von St. Valentin, Balve i. Westf. 1955 (unter dem Namen Toni Falkner)
- Wetterleuchten über der Martinswand, Balve i. Westf. 1955 (unter dem Namen Toni Falkner)
- An wilden Wassern, Balve/Westf. 1956 (unter dem Namen Toni Falkner)
- Die feindlichen Bauern, Balve i.W. 1956 (unter dem Namen Justus Hagen)
- Die Landgräfin, Balve i.W. 1956 (unter dem Namen Justus Hagen)
- Der Lindenhof, Balve/Westf. 1956 (unter dem Namen Justus Hagen)
- Lockende Gipfel, Balve i.W. 1956 (unter dem Namen Toni Falkner)
- Tauerngold, Balve i.W. 1956 (unter dem Namen Toni Falkner)
- Vergeltung, Balve i. Westf. 1957 (unter dem Namen Jan Störtebeker)
- Wenn die Alpen glüh'n, Balve i.W. 1956 (unter dem Namen Toni Falkner)
- Der Edelweiß-Jäger, Balve/Westf. 1957 (unter dem Namen Toni Falkner)
- Der rote Erik, Balve i. Westf. 1957 (unter dem Namen Jan Störtebeker)

## Herausgeberschaft
- Daniel Defoe: Robinson Crusoe, Nürnberg 1948
- Der Pumphut und andere deutsche Volkssagen, Nürnberg 1949